# British Freediving Association
British Freediving Association (även kallat AIDA-UK) bildades 1999 och ordnar med fridykningen i Storbritannien, och behandlar även säkerhetsfrågor, samt tar ut brittiska lag och nedtecknar brittiska rekord.